# Свята Родина з Іваном Хрестителем (Нозаделла)
Свята Родина з Іваном Хрестителем (Нозаделла) (англ. The Holy Family with Saint John the Baptist) — картина, котру створив болонський художник Джованні Франческо Бецці, більш відомий під прізвиськом Нозаделла, в стилі маньєризму в середині 16 століття.

## Дещо про Нозаделлу
Рік народження Нозаделли тривалий час був невідомий. Його прізвище йде від назви вулиці, на котрі він колись мешкав. Він був учнем універсально обдарованого Пеллегріно Тібальді, архітектора, скульптора і майстра фрескового живопису, міланця за походженням. В збережених згадках про Нозаделлу його теж згадують як художника-фрескіста, тобто він пройшов добру виучку у Тібальді. Панування стилю маньєризм могутньо вплинуло на свідомість і художню манеру Нозаделли. Його малюнок отримав надзвичайну майстерність, а композиції — завершеність і вишуканість, хоча він не наслідував універсальної обдарованості Пеллегріно Тібальді. Художник помер у сорок один рік.

## Опис твору
Всі ознаки стилю італійського маньєризму притаманні і картині «Свята Родина з Іваном Хрестителем». Формально від іде за прикладами композицій Мікеланджело Буонарроті, авторитет котрого був надзвчайним в середовищі римських і болонських художників, мало обдарованих  і несамостійних митців, однак  з непоганими технічними навичками. Саме таким і був Нозаделла. Від Мікеланджело та від Пеллегріно Тібальді він засвоїв поверхневі ознаки монументалізму, трактовані як нагромадження м'язів і штучний колорит. Орієнтація на чужий авторитет і його художню манеру були важливішими за власні пошуки і добропорядну штудію природних форм.
В невеликий формат картини Нозабелла старанно вписав три фігури дорослих і одного малюка. Мадонна головує в картині і її головування підкреслено чевоною сукнею. Її обличчя ідеалізоване, і вона намагається озирнутися на гладачів картини. Формальні ознаки віку притаманні і ідеалізованим обличчям Івана Хрестителя та земного батька Христа Йосипа, останній поданий цілком посивілим, сиві навіть брови. Маловдалим і схематичним війшло обличчя Христа-малюка. Звертають увагу підвищені м'язи рук Івана Хрестителя та нетендітні руки мадонни, змальовані з готових рук якогось чоловіка. Всі деталі картини, однак, майстерно вимальовані і розташовані в затісному просторі картини. Однак перснажі твору роз'єднані, ніяк не пов'язані один з одним і навіть не дивляться один на одного.

## Провенанс
Картина перейшла у музей мистецтв Індіанаполіса 1966 року завдяки меморіальному фонду Марти Делзелл.